# Unterlangenroth
Unterlangenroth (oberfränkisch: Inde-langaruh) ist ein Gemeindeteil der Gemeinde Neuenmarkt im Landkreis Kulmbach (Oberfranken, Bayern). Unterlangenroth liegt in der Gemarkung Neuenmarkt.

## Geographie
Der Weiler liegt in einer Talmulde eines namenlosen linken Zuflusses des Hutweidbachs, der beim Ort entspringt. Es befinden sich dort in einem kleinen Waldgebiet vier Weiher. Ansonsten ist Unterlangenroth von Acker- und Grünflächen umgeben. Ein Anliegerweg führt zu einer Gemeindeverbindungsstraße bei See (0,6 km westlich).

## Geschichte
Der Ort wurde 1398 als „Nydernlangenrode“ erstmals urkundlich erwähnt. Der Ortsname bedeutet Zu der lang(gestreckt)en Rodung. Die Höhenangabe „nydern“ diente zur Unterscheidung von dem höher gelegenen Langenroth.
Gegen Ende des 18. Jahrhunderts bestand Unterlangenroth aus einem Anwesen. Das Hochgericht übte das bayreuthische Stadtvogteiamt Kulmbach aus. Das Stiftskastenamt Himmelkron war Grundherr des Hofes.
Von 1797 bis 1810 unterstand der Ort dem Justiz- und Kammeramt Kulmbach. Mit dem Gemeindeedikt wurde Unterlangenroth dem 1811 gebildeten Steuerdistrikt Hegnabrunn und der 1812 gebildeten Ruralgemeinde Neuenmarkt zugewiesen.

### Einwohnerentwicklung
| Jahr      | 001809 | 001818 | 001861 | 001871 | 001885 | 001900 | 001925 | 001950 | 001961 | 001970 | 001987 |
| Einwohner | *      | *      | 12     | 10     | 15     | 13     | 15     | 17     | 14     | 14     | 17     |
| Häuser    |        | *      |        |        | 2      | 1      | 3      | 3      | 3      |        | 3      |
| Quelle    | [ 11 ] | [ 8 ]  | [ 12 ] | [ 13 ] | [ 14 ] | [ 15 ] | [ 16 ] | [ 17 ] | [ 18 ] | [ 19 ] | [ 1 ]  |

## Religion
Unterlangenroth ist seit der Reformation evangelisch-lutherisch geprägt und war ursprünglich nach St. Johannes (Trebgast) gepfarrt, seit dem 19. Jahrhundert ist die Pfarrei St. Oswald (Untersteinach) zuständig.